# Jampa Kälsang
Jampa Kälsang (Tamang) (Kathmandu) is een Nepalees acteur van Tibetaanse afkomst. Hij speelde in verschillende bekende films, waaronder Himalaya van Éric Valli, Samsara en Valley of Flowers van Pan Nalin en Dreaming Lhasa van het regisseurskoppel Ritu Sarin en Tenzin Sönam. Zijn debuut maakte hij in de film Windhorse van regisseur Paul Wagner.
Naast zijn rollen in de films Himalaya en Samsara, nam hij ook de plaats in als assistent-regisseur, een rol die hij ook voor de toekomst ambieert.

## Filmologie
- 1998: Windhorse, als acteur
- 1999: Himalaya, als acteur
- 2001: Samsara, als acteur en assistent regisseur
- 2005: Dreaming Lhasa, als acteur
- 2006: Valley of Flowers, als acteur en assistent regisseur
- 2006: Karma, als acteur